# Arroz de campiña
El arroz de campiña es un plato muy típico de cocina cordobesa. Para su elaboración se hace el rehogado inicial en una olla de altura mediana se añaden taquitos de jamón con tocino, reozos de pollo, rodajas de chorizo y 'pajaritos' y añadiendo el agua precisa se deja cocer. Se sirve caliente tras haberse elaborado.

## Características
Es un plato de arroz seco que contiene diversos elementos cárnicos picados y se prepara en una olla. Carece de las operaciones de rehogado iniciales que se suele haber en la preparaciones de otros arroces. Suele condimentarse con pimentón, clavo de olor, etc.  